# Road to Mandalay
Die Road to Mandalay ist ein 1963/64 für die Preußisch-Rheinische Dampfschiffahrtgesellschaft (ab 1967 Köln-Düsseldorfer) unter dem Namen Nederland gebautes Kabinenschiff, das nach Umbau seit 1996 von der in London beheimateten Orient-Express Hotels für mehrtägige Flusskreuzfahrten auf dem Irrawaddy zwischen Rangun und Bhamo in Burma eingesetzt wird. Die Gesellschaft ist außerdem der Betreiber des Eastern and Oriental Express.

## Geschichte

### Bau und Inbetriebnahme

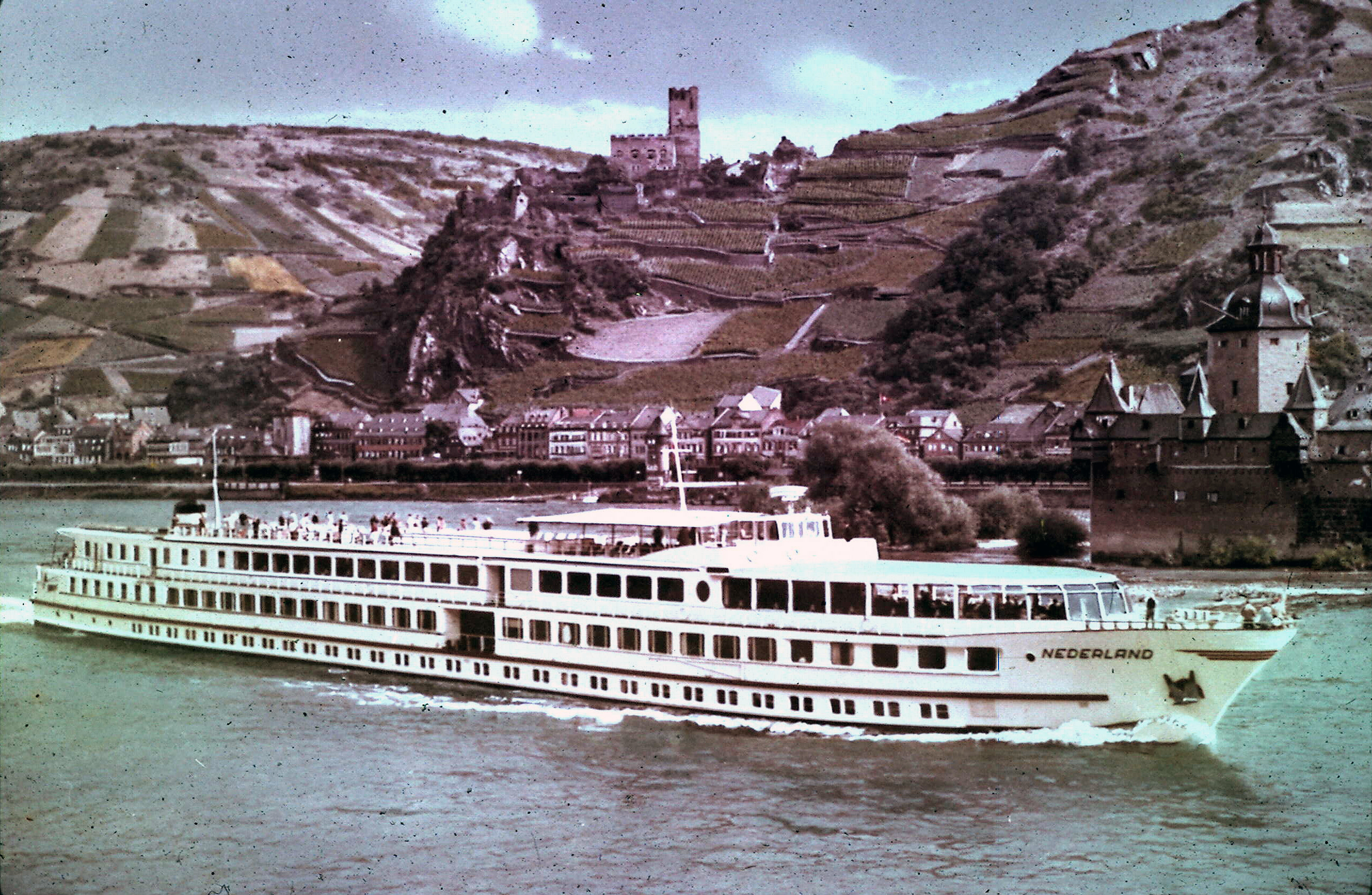
Die Nederland an der
Burg Pfalzgrafenstein (1967)

Nachdem die Betriebsgemeinschaft Kölnische und Düsseldorfer Gesellschaft für Rhein-Dampfschiffahrt in den Jahren 1960 und 1961 bereits zwei Kabinenfahrgastschiffe betrieb, bestand 1963 weiterer Bedarf in diesem damals noch neuen Tourismussegment. Nach Plänen der Reederei führte die Versuchsanstalt für Binnenschiffahrt in Duisburg anhand von Modellen Versuche durch. Der Schiffsneubau sollte acht Meter länger als die zuvor gebaute Helvetia werden. Als erstes Fahrgastschiff auf dem Rhein sollte bei der Nederland ein Bugstrahlruder mit Voith-Schneider-Antrieb installiert werden. Nach Abschluss der Versuche beauftragte die Preußisch-Rheinische Dampfschiffahrtgesellschaft die Kölner Werft, Ewald Berninghaus am 29. Juli 1963 mit dem Bau des Schiffs. Unter der Baunummer 789 erfolgte im Oktober 1963 die Kiellegung, der Stapellauf fand am 19. April des Folgejahres statt. Die Baukosten betrugen 7 Mio. D-Mark. Die feierliche Taufe auf den Namen Nederland fand am 28. Juni 1964 in Bonn statt. Taufpatin war Lidia Luns – die Ehefrau des damaligen niederländischen Außenministers und späteren NATO-Generalsekretärs Joseph Luns. Die Jungfernfahrt führte von Bonn nach Niederbreisig und zurück. Ab dem 6. Juli 1964 wurde das Schiff im Plandienst der Betriebsgemeinschaft Köln-Düsseldorfer Rheindampfschiffahrt auf dem Rhein zwischen Rotterdam und Basel eingesetzt.

### Die Zeit bei der Köln-Düsseldorfer

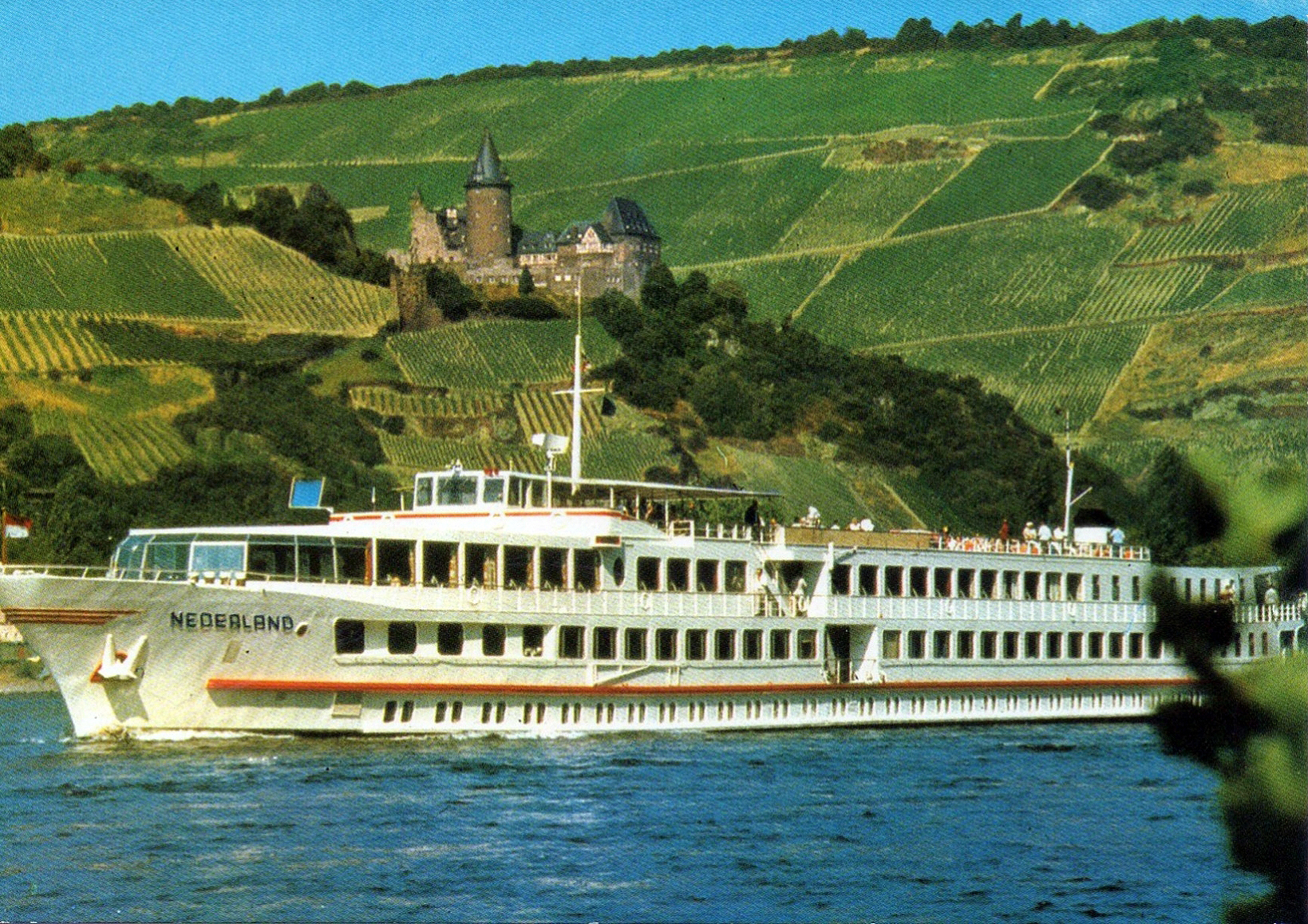
Die Nederland der Köln-Düsseldorfer

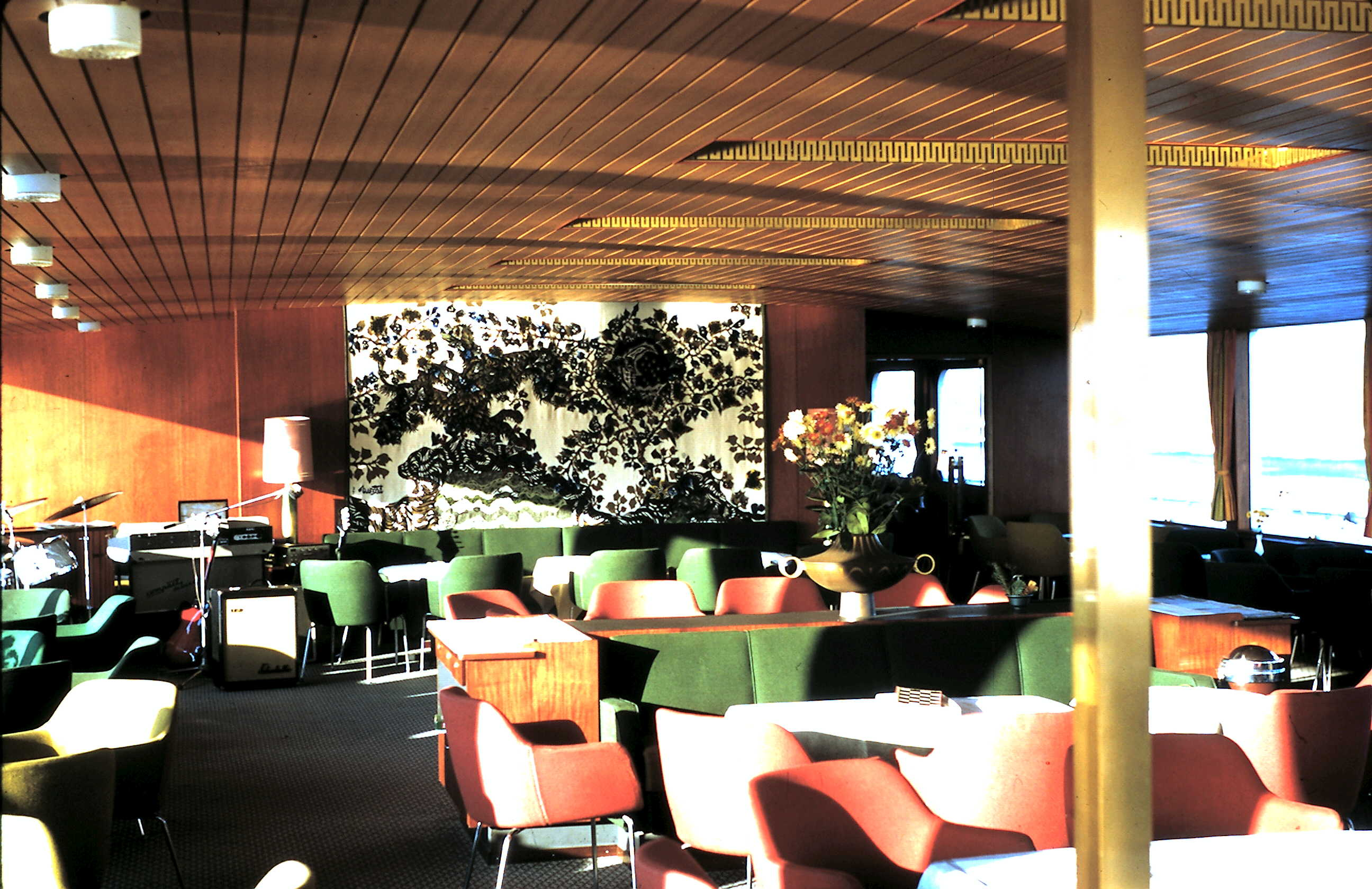
Die Lounge der Nederland (1967)

Am 16. Mai 1967 wurde der Besitz des Schiffs an die ab diesem Zeitpunkt eigenständige Gesellschaft Köln-Düsseldorfer Deutsche Rheinschiffahrt übertragen. In der Saison 1988 wurde sie zwischen Mai und September an den Niederländischen European Travel Service verchartert, der sie als Rhine Princess einsetzte. Im Folgejahr 1989 charterte Globus Reisen  von Mai bis September das Schiff und benannte sie  für diesen Zeitraum Globus, anschließend lag sie bis März 1990 am Düsseldorfer Rathausufer als Wohnschiff für Asylbewerber aus den Balkanstaaten vor Anker. Danach charterte Globus Reisen das Schiff nochmals für die Sommersaison.
Da die Köln-Düsseldorfer keinen Bedarf mehr für das Schiff auf dem Rhein sah und gleichzeitig durch die Deutsche Wiedervereinigung in den neuen Bundesländern ein erhöhter Bedarf an Gästebettkapazitäten bestand, entschloss sie sich, die Nederland in ein reines Hotelschiff umzubauen, um sie nach Fertigstellung als Schiffshotel für 177 Gäste in Dresden vor Anker zu legen. Ab 3. November des Jahres begann die Ruhrorter Schiffswerft in Duisburg mit dem Umbau der Nederland. Der Abschluss der Umbauarbeiten wurde nach Überführung ab dem 25. Januar 1991 durch die Shipyard De Hoop in Lobith vollzogen. Anschließend wurde sie am 4. Februar auf einen See-Ponton verladen und bis zum 10. Februar von zwei Schleppern der Bugsier-, Reederei- und Bergungsgesellschaft zum Hamburger Hafen geschleppt. Nachdem die Nederland wieder komplett für die Weiterfahrt aus eigener Kraft aufgerüstet war, fuhr sie ab dem 25. Februar über die Elbe nach Dresden, wo sie nach mehreren Fahrtunterbrechungen aufgrund schweren Eisgangs erst am 14. März ankam. Das Hotelschiff wurde am 20. März 1991 eröffnet und nur zwei Wochen später in Elbresidenz umbenannt. Im Schiffshotel waren 66 Zweibett- und 20 Dreibettkabinen eingerichtet worden. Nach dreieinhalb Jahren war das Hotel nicht mehr rentabel zu betreiben, so dass es am 24. November 1994 von der Reederei geschlossen wurde. Zu Renovierungs- und Rückbauarbeiten zwecks einem eventuell späteren Verkauf überführte die Köln-Düsseldorfer das Schiff nur wenige Tage später zur Hitzler Werft in Lauenburg an der Elbe.

### Umbau und Einsatz als Luxus-Flusskreuzfahrtschiff in Myanmar

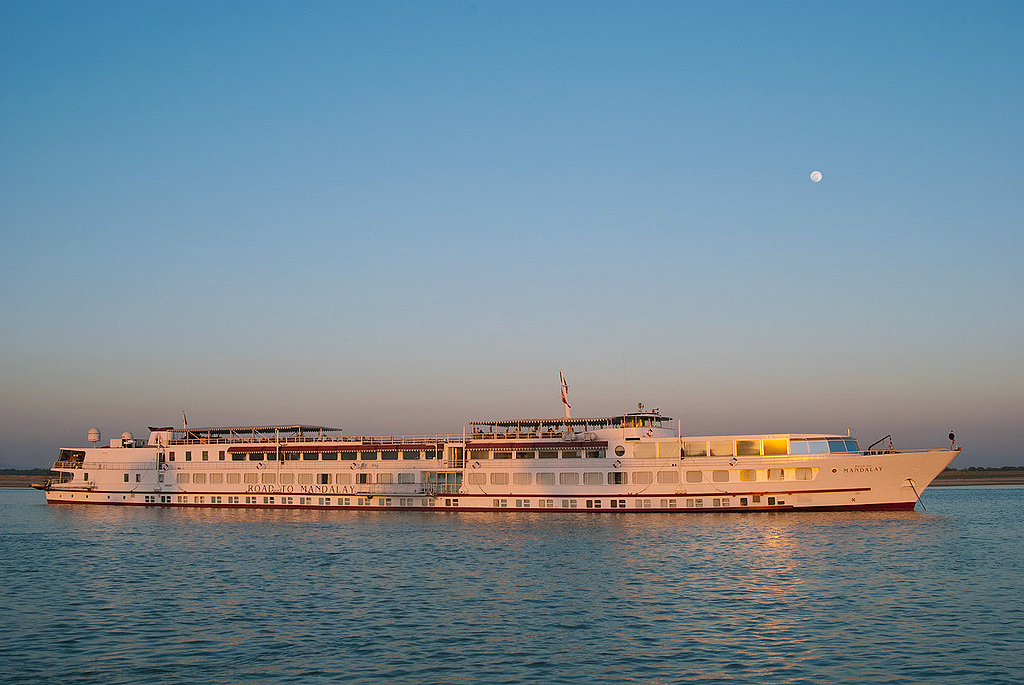
Die Road to Mandalay (2009)

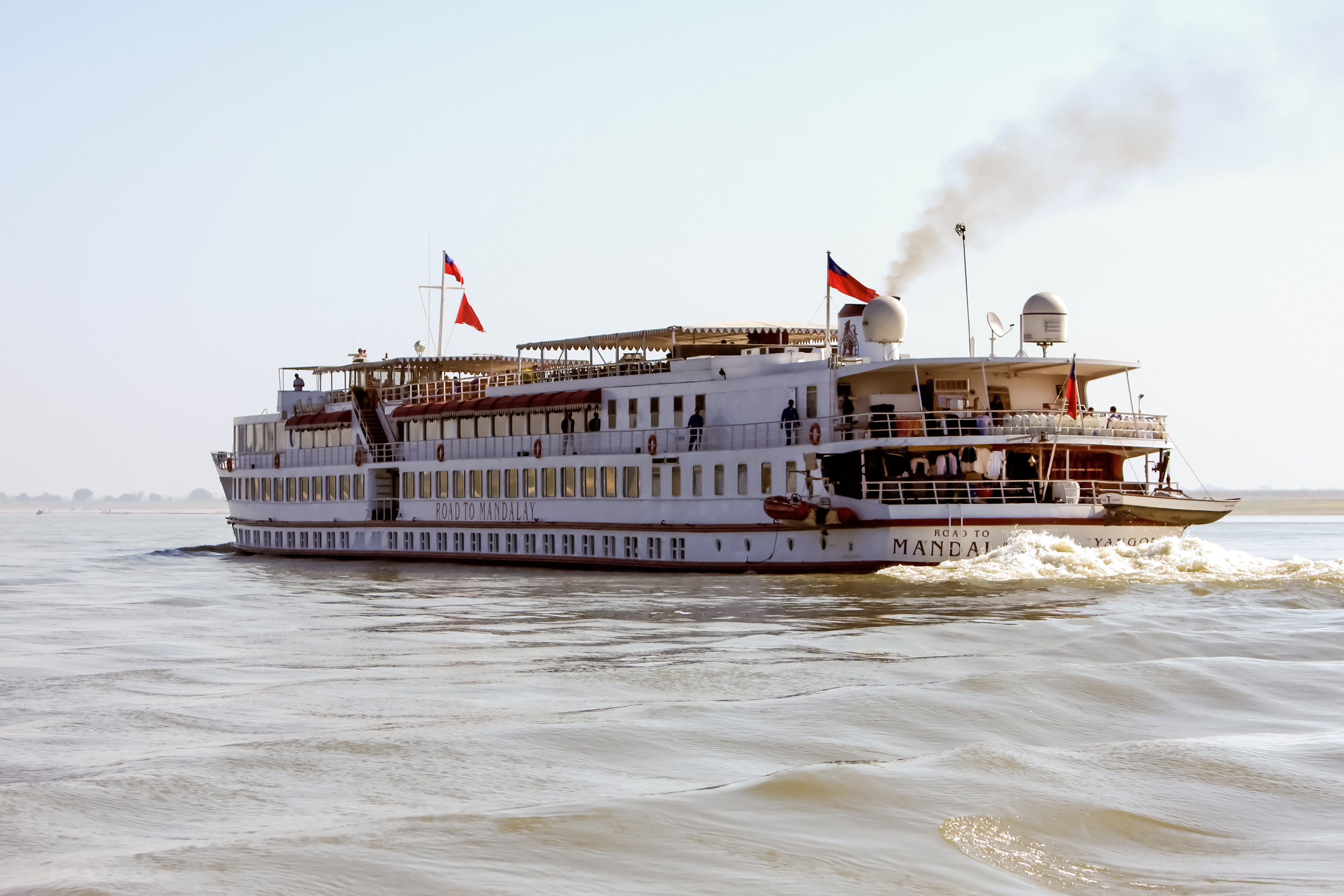
In voller Fahrt (2008)

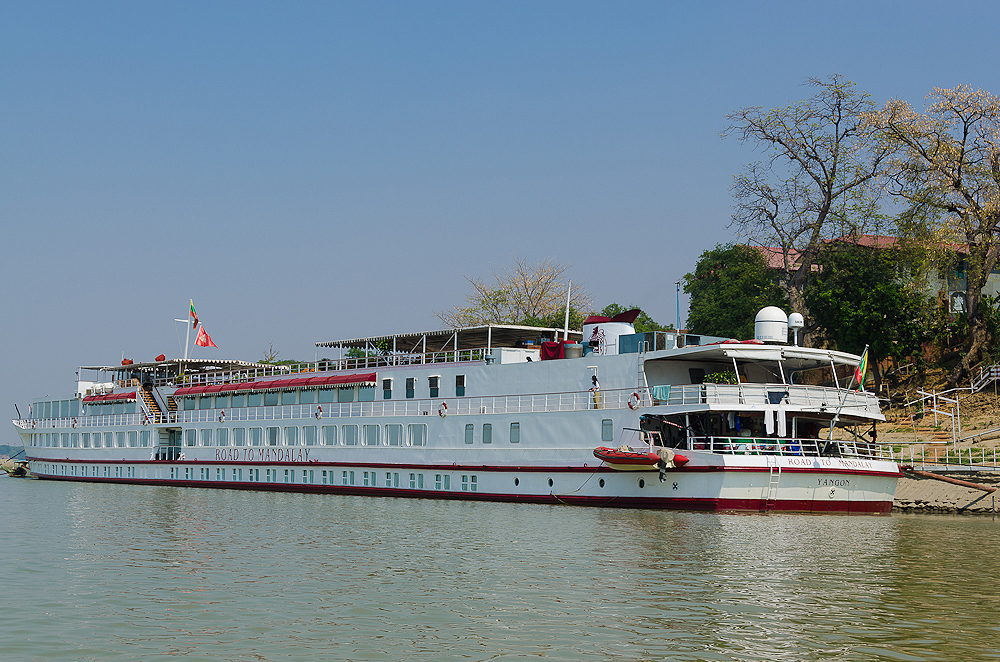
Die Road to Mandalay in Bagan

Um in dem damals neuen Tourismusmarkt Fluss-Kreuzfahrten in Myanmar Fuß zu fassen, benötigte die Orient-Express Hotel-Gruppe ein für ihre Ansprüche umbaufähiges Schiff. Die noch in der Werft liegende Nederland schien geeignet, so dass ihre Konzernmutter, die Sea Containers Ltd. in London, das Schiff am 12. Januar 1995 für 5,3 Mio. DM kaufte und die Hitzler Werft damit beauftragte, es nach ihren Vorstellungen in ein Luxus-Kreuzfahrtschiff im nostalgischen Kolonialstil umzubauen. Die Bauwerft baute unter der Auftragsnummer 809 alle Decks des Schiffes um, richtete dabei 72 Kabinen, eine neue für tropische Verhältnisse geeignete Klimaanlage sowie eine Trinkwasseraufbereitungsanlage ein. Beim Innenausbau verwendete die Werft ausschließlich Edelholz. Die beauftragten Arbeiten waren am 21. August 1995 abgeschlossen.
Anschließend wurde das in Road to Mandalay umbenannte Schiff bei Blohm + Voss in Hamburg auf Condock IV, einem selbstfahrenden Dockschiff von Harren & Partner, verladen. Die 33-tägige Überführungsfahrt nach Yangon, via Straße von Dover, Mittelmeer und Sueskanal, begann am 30. August 1995. Nachdem die Road to Mandalay Anfang Oktober ausgedockt wurde, fuhr sie mit eigener Kraft zu ihren neuen Heimathafen, dem Shwe Kyet Yet-Pier in Mandalay. Dort erfolgte die Endausrüstung, bei der einheimische Kunsthandwerker die Wände der Gesellschaftsräume mit aufwendigen Schnitzereien versahen und die Kabinen speziell für das Schiff gewebte Teppiche und Dekorationsstoffe sowie Möbel und Schnitzereien im landestypischen Stil erhielten. Die Umbau- und Überführungskosten für das Schiff lagen insgesamt bei etwa 22 Mio. DM.
Die feierliche Jungfernfahrt auf dem Irrawaddy von Mandalay nach Bagan erfolgte am 31. Januar 1996. Ehrengäste waren unter anderem die britische Schauspielerin Helena Bonham Carter, Prinz Michael von Kent und das Prinzenpaar von Griechenland. Anschließend setzte der Betreiber sie im Planeinsatz auf gleicher Strecke ein. Bei mehreren Modernisierungsmaßnahmen und nach einem schweren Sturmschaden im Jahre 2008 wurde die Anzahl der Kabinen zunächst auf 66, dann auf 56 und schließlich auf 43 reduziert.
Seit 2014 wird das Schiff von der Belmond Ltd. Hamilton auf den Bermudas unter dem Namen Belmond Road to Mandalay auf dem Irrawaddy bei vier- acht- und zwölftägigen Flusskreuzfahrten eingesetzt. Seit 2018 gehört das Unternehmen zur LVMH.

## Ausstattung und Technik
Die Road to Mandalay ist ein Vierdeck-Kabinenschiff der Luxusklasse mit 43 Außenkabinen. Die achtern liegenden Bereiche im Unter- und im Hauptdeck dienen zur Unterbringung der 70-köpfigen Mannschaft. Im Unterdeck befinden sich im Vorderschiff ein Wellnessbereich an den sich vier 10 m² große Einbettkabinen anschließen, ab dem Mittelschiff wurden 16 Deluxe-Zweibettkabinen mit je 18 m² Grundfläche eingerichtet. Im Hauptdeck sind vier 11 m² große Superior-Zweibettkabinen, 18 State-Zweibettkabinen mit je 23 m² und die mit 29 m² größte Governor-Doppelkabine vorhanden. Alle Einheiten sind klimatisiert und verfügen jeweils über Dusche/WC, Telefon und Sat-TV. Im mittleren Bereich des Decks befindet sich die Rezeption. Hinter einer großflächigen Aussichts-Lounge im Vorderschiff des Oberdecks befindet sich eine Bar, hinter der in der Mitte liegenden Halle, in der sich ein kleiner Shop befindet, schließen sich Restaurant und Küche an. Das Sonnendeck ist mit einem Swimming-Pool und einer weiteren Bar ausgestattet. Das ganze Schiff ist im landestypischen Stil eingerichtet, die Möbel sind meist aus Teakholz – die Wandverkleidungen in den Kabinen und Gesellschaftsräumen sind mit landestypischen Schnitzereien verziert.
Das Schiff wird über vier Dieselmotoren à 312 kW von Deutz über zwei Voith-Schneider-Antriebe angetrieben. Das Bugstrahlruder verfügt über einen 161 kW starken Antrieb. Das Schiff ist 101,62 m lang, 11,60 m breit und 9,20 m hoch. Der Tiefgang ist mit maximal 1,45 m angegeben.